# Pastina
Les pastina (littéralement « petites pâtes ») sont une variété de pâtes de petit format, de forme arrondie irrégulière, avec un diamètre de 1,6 mm. Ce sont les pâtes les plus petites qui soient fabriquées. Elles sont faites de farine de blé et peuvent contenir des œufs. En Italie, pastina est un terme général qui fait référence à plusieurs sortes de petites pâtes. En Amérique du Nord, pastina est employé pour un seul type de pâtes, les stellina.
Les pastina sont utilisées dans différentes recettes en cuisine italienne, en soupe, en dessert, en aliments pour bébé ou bien en plat unique.